# دالکوو (استان ووتسکی)
دالکوو (به لهستانی:  Dalków) یک روستا در لهستان است که در گمینا چارنوچین (استان ووتسکی) واقع شده‌است. دالکوو ۶۲۰ نفر جمعیت دارد.